# Diavolino
Diavolino is de enige auto uitgebracht door de gelijknamige Zwitserse autofabrikant die bestond van 1984 tot 1986.

## Geschiedenis
Marcel Oswald presenteerde in 1984 een opvolger van de Italiaanse Lavil S3, die in 1980 niet meer leverbaar was, aan het publiek; een bijna identieke buggy met de naam Diavolino (wat duiveltje betekent), die speciaal bedoeld was om de jongere generatie aan te spreken. Alleen de voorkant werd herzien, die veel weg heeft van terreinwagens van Jeep. De basisprijs van de Diavolino bedroeg 7380 CHF.